# Monarca menut
El monarca menut (Myiagra nana) és un ocell de la família dels monàrquids (Monarchidae).

## Hàbitat i distribució
Habita els boscos del sud de Nova Guinea central i nord d'Austràlia.

## Taxonomia
Ha estat separat de Myiagra hebetior recentment, arran treballs com ara Gregory 2017.